# Agence Rador
La société Radio-orient (agence Rador en roumain : Agenția de Presă RADOR) est la principale agence de presse roumaine dans l’entre-deux-guerres.

## Histoire
L’histoire des agences de presse commence en Roumanie en 1877 par l’implantation d’une filiale d’Havas qui a fonctionné jusqu’au 1889 grâce à une subvention du gouvernement roumain.
En décembre 1876, le français Léon Pognon est envoyé de Paris pour créer un bureau de l’agence Havas à Bucarest en Roumanie, peu avant que la guerre russo-turque ne soit déclarée, en avril 1877. Une fois la guerre contre l’Empire ottoman déclarée par l’Empire russe et la Roumanie, Léon Pognon est grand reporter et correspondant militaire auprès des armées russe et roumaine en campagne dans ce qui est aujourd’hui la Bulgarie. À l’issue de cette guerre, en 1878, l’indépendance totale de la Roumanie par rapport à l'Empire ottoman est reconnue par les puissances européennes. En 1889 le pays, jusque-là Principauté, est érigé en Royaume, et de cette date à 1916, une « agence roumaine », sous tutelle autrichienne, anglaise et française, succède à Havas. En 1916 l’entrée de la Roumanie dans la première Guerre mondiale aux côtés de l’Entente met fin à l’expérience, l’Autriche se trouvant en guerre contre l’Angleterre, la France et la Roumanie et la tutelle volant en éclat. De plus l’occupation du pays par les armées des Empires centraux ne permet plus l’exercice du métier de journaliste, et les communiqués militaires ou gouvernementaux remplacent les dépêches de presse. 
Appelée « Orient Radio », l’agence Rador est fondée le 16 juin 1921 avec le statut de société anonyme, pour utiliser la télégraphie sans fil (TSF). Bien qu’étant d’abord privée et dirigée par Vasile Stoica, elle se situe dans la continuation des orientations de guerre, visant à diffuser un service politique en roumain et en français, tout en transmettant à l’étranger les informations concernant la Roumanie, et en desservant les ambassades roumaines à l’étranger. C’est pourquoi elle est dotée de capitaux publics en 1925, lorsque le ministère roumain des affaires étrangères monte au capital. L’année suivante, le Parlement roumain donne un statut public à Rador, qui devient une institution officielle d’État. Le service diffusé vers l’Europe occidentale passait par Vienne, où il était traité par le Telegraphen  Korrespondantz Bureau, ex-agence de l'Empire austro-hongrois. Seules les nouvelles urgentes étaient envoyées directement aux grandes agences alliées, Havas, Reuters et Associated Press.
L’agence Rador était inféodée aux positions officielles de l’État et, de plus, d’une lenteur qui fit l’objet de critiques. Dans une lettre du 24 juillet 1922, l'agence anglaise Reuters exprimait son mécontentement au sujet d’une dépêche de Rador informant d’une épidémie de choléra, datée du 11 juillet mais arrivée à Londres le 13. Or en deux jours, le bilan était passé de 5 à 54 malades selon les autres sources d’information. 
L’agence Rador est de nouveau mise en cause pour sa lenteur le 5 août 1927 lors du décès de Ferdinand Ier de Roumanie, neveu et héritier de Carol Ier. L’information est communiquée au monde avec six heures de retard, par peur d’un retour du prince Carol qui aurait pu détrôner son fils Mihai. La direction des postes roumaines institua aussitôt un service de censure, mais E. Bercovitz, correspondant de l’agence américaine United Press fit passer sa dépêche à la place et avant celle de Rador. E. Bercovitz était par ailleurs rédacteur en chef d’un journal francophone concurrent et indépendant, d’ailleurs titré L'Indépendance Roumaine, fondé en 1878 et dirigé par Richard Franasovici (1883-1964, futur ambassadeur de Roumanie à Varsovie en 1938–1939 et à Paris de septembre 1939 à juin 1940). Ce dernier était alors sous-secrétaire d’État à l’Intérieur, et pouvait à ce titre influer les modalités de la censure au détriment de Rador et au profit de L'Indépendance Roumaine.
La lenteur et les informations erronées de Rador n’étaient cependant qu’anecdotiques en regard de la censure institutionnelle et de la propagande omniprésente des trois dictatures qui se succédèrent en Roumanie de février 1938 à décembre 1989 : les régimes  carliste (1938-1940), fascisant d’Antonescu (octobre 1940-août 1944) et communiste (mars 1945-décembre 1989).
Ainsi l’agence officielle communiste Agerpres, fondée en 1949, n’est qu’un servile relais des positions du Parti communiste roumain durant 45 ans et le vade-mecum du journaliste roumain devient alors : « ne pense pas !... si tu ne peux pas t’empêcher de penser, ne parle pas ! ; si tu ne peux pas t’empêcher de parler, n’écris pas !... si tu ne peux pas t’empêcher d’écrire, ne signe pas !... et si tu ne peux pas t’empêcher de signer, ne t’étonne pas ! ».
Lors de la Libération du 22-23 décembre 1989, Agerpres passe au service du gouvernement FSN (successeur du PCR au pouvoir) et se signale dans l’opération de désinformation dite « des charniers de Timișoara ». Après cet épisode, une ordonnance du gouvernement roumain du 6 octobre 1990 change son nom en Rompres, avec un statut d’établissement public autonome, au financement assuré par le budget de l’État.
Elle retrouve son nom d’Agerpres en 1998. Tout comme Rador avant-guerre, elle est concurrencée par la plus grande agence privée du pays, Mediafax, détenue par Mediapro, premier groupe de médias roumain.
À partir de 1995, le surnom de Rador est réutilisé par un site Internet couvrant l’actualité de la Roumanie en quatre langues : roumain, anglais, français et allemand. Le site Rador a parallèlement travaillé avec le service de monitoring de la BBC, sa rédaction ayant suivi des formations avec les spécialistes de la BBC.